# Hjärntvätt

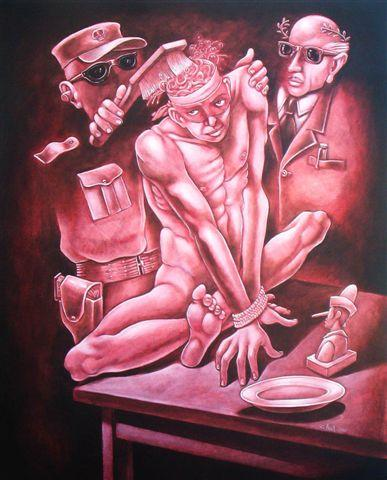
En satirisk skildring av hjärntvätt.

Hjärntvätt (engelska: brainwashing) är ett psykologiskt begrepp för en handling som syftar till att förändra en människas attityder, lojaliteter och värderingar eller att genom manipulation framkalla en alternation (det vill säga förändrad verklighetsuppfattning) hos någon.[källa behövs]
Begreppet uppstod under Koreakriget. Ordet hjärntvätt används ofta synonymt med tankekontroll, men innebörden skiljer sig. Det senare ordet har innebörden att den utsatte medverkar frivilligt, som till exempel en medlem i en sekt eller ett företag som bedriver nätverksförsäljning.[källa behövs]
Journalisten Edgar Hunter myntade termen hjärntvätt år 1951 för att beskriva hur amerikanska soldater i fångenskap bytte sida och bekände påhittade krigsbrott. Detta fenomen studerades av psykologer och psykiatriker som Margaret Singer, Robert Lifton, Louis West och Edgar Schein.
Det finns inte några egentliga bevis för att hjärntvätt fungerar. USA försökte själva utveckla ett hjärntvättningsprogram med Project MKUltra under nästan 20 år utan att lyckas. I efterhand har man konstaterat att de förment hjärntvättade amerikanska krigsfångarna efter frisläppandet tog tillbaka sina bekännelser och att deras tidigare uttalanden med all säkerhet hade tvingats fram genom de inhumana förhållanden de utsatts för i lägren. Som konspirationsteori har hjärntvättande dock levt vidare i många sammanhang, till exempel i spelfilmen The Manchurian Candidate från 2004.

## Engelska synonymer
I Margaret Singers i bok Cults in Our Midst presenteras ett flertal olika termer för engelskans hjärntvätt:
- Thought struggle (Mao Tse-tung, 1929)
- Brainwashing (Hunter, 1951)
- Thought reform (Lifton, 1956)
- DDD-syndrom - Debility, Dependency and Dread (Farber, Harlow och West 1957)
- Coersive Pesuasion (Schein, 1961)
- Mind control (oklart, ca 1980)
- Systematic manipulation of psychological and social influence (Singer, 1982)
- Coordinated Programs of coersive influence and behavioral control (Ofshe och Singer, 1986)
- Exploitative persuasion (Singer och Addis, 1992)

## Forskning
Den forskning som gjorts har visat att  systematisk isolering (sensorisk deprivation),  vilket innebär "reduktion av sinnesintryck och kontakt med kamrater, allmän informationsbrist och viss undernäring" leder till att alla människor drabbas av en medvetandestörning kombinerat med  depression, förvirring och hallucinationer. Slutsatsen är att detta i sin tur leder till stark hunger efter information och att den person som utsätts kan acceptera felaktiga argument och erkänna påstådda illdåd. Bland teoretiker på området hittas exempelvis Kurt Lewin, Robert J Lifton, Margaret Singer och Steven Hassan. 

### Kurt Lewin
Kurt Lewin beskriver i Edgar Scheins bok Coersive Persuasion hur förändringen av amerikanska krigsfångar i Korea (se ingressen) gick till i tre steg:
1. "Unfreezing" = skaka om, desorientera, bryta ner referensramar -
2. "Changing" = förändra till ny identitet
3. "Refreezing" = befästa den nya identiteten

### Robert J Lifton
Robert J Lifton beskriver i boken Thought Reform and the Psychology of Totalism åtta faktorer för hur hjärntvätt kan gå till:
1. Kontroll av miljön
2. Mystisk manipulation
3. Krav på renhet
4. Bekännelser
5. Helig vetenskap
6. Laddat språk
7. Doktrin över person
8. Existensuppdelning

### Margaret Singer
Margaret Singer presenterar en teori bestående av sex kriterier för tankereform i sin bok Cults in Our Midst (1995, ny upplaga 2003): 
1. Hålla en person ovetande om vad som pågår och vad som händer.
2. Kontrollera en persons tid och om möjligt dennes fysiska miljö.
3. Skapa en känsla av maktlöshet, hemlig rädsla och beroende.
4. Undertryck mycket av personens gamla beteende och attityd.
5. Ingjuta nya beteenden och attityd.
6. Föra fram ett slutet system av logik, inte tillåta kritik.

### Steven Hassan
Hassan beskriver i sin avhandling The BITE Model of Authoritarian Control: Undue Influence, Thought Reform, Brainwashing, Mind Control, Trafficking and the Law en modell för att identifiera oetiska och destruktiva grupper och relationer. Den så kallade BITE-modellen (Behaviour, Information, Thoughts and Emotions) innefattar kontroll av:
1. Beteende
2. Information
3. Tankar
4. Känslor

### Jämförelse mellan olika modeller
Margaret Singer har gjort en modell för hur hennes, Liftons och Lewins/Scheins beskrivningar av hjärntvätt förhåller sig till varandra. 
| Singer | Lifton                                                                         | Schein / Lewin             |
| 1. Hålla en person ovetande om vad som pågår och vad som händer. |                                                                                | 1. Tina upp ( Unfreezing)  |
| 2. Kontrollera en persons tid och om möjligt dennes fysiska miljö. 3. Skapa en känsla av maktlöshet, hemlig rädsla och beroende. 4. Undertrycka mycket av personens gamla beteende och attityd. | 1. Kontroll av miljön 2. Mystisk manipulation 3. Krav på renhet 4. Bekännelser |                            |
| 5. Ingjuta nya beteenden och attityd. | 5. Helig vetenskap 6. Laddat språk                                             | 2. Förändra                |
| 6. Föra fram ett slutet system av logik, inte tillåta kritik. | 7. Doktrin över person 8. Existensuppdelning                                   | 3. Frysa ner ( Refreezing) |